# SWEET 19 BLUES (曲)
「SWEET 19 BLUES」（スウィート・ナインティーン・ブルース）は、日本の元女性歌手、安室奈美恵の単独名義では7枚目のシングル。1996年8月21日にavex traxから発売された。小室哲哉プロデュースによる楽曲である。

## 解説
- 記録的なメガ・ヒットとなった2ndアルバム『SWEET 19 BLUES』からのリカットシングル。カップリング曲も同じくリカットの「Joy」。

- 表題曲「SWEET 19 BLUES」は、TOKIOの山口達也とダブル主演した東映配給映画『That's カンニング! 史上最大の作戦?』の主題歌（エンディングテーマ）に起用された。カップリング曲「Joy」は、マクセル「UD」CMソングに起用された。
- 「Joy」は、m.c.A・T（富樫明生）とのデュエットナンバー。アルバム版はInterludeとして収録されており、1分足らずでフェイド・アウトしてしまっているが、このシングルではフルヴァージョンで収録されている。なお、本作のフルヴァージョンはどのアルバムにも収録されておらず、このシングルでしか聴くことができない。
- クレジット上はタイトル曲「SWEET 19 BLUES」は小室、カップリング曲「Joy」はm.c.A・Tの単独制作となっているが、実際は小室・久保こーじ・m.c.A・T・前田たかひろの4人のコライトによるチーム制での共同制作で仕上げられた[1]。

## 音楽性
- 歌詞は「昔でも将来でも使える普遍的な言葉」を意識し、一旦「ダイヤルを回す」を思い浮かびながらも没にしたり[2]、ポケベル全盛期だったけどポケベルではなくても携帯電話・固定電話でも通じる様に「ベル」と表現する[3][4]等普段より気を使った。

## 録音
- 1996年5月下旬にglobe「Is this love」と同時進行で制作した。「ヘソ出し・ミニスカートを止めて、パンツルックになった女の子」「肉体を隠して、内面を出そうとしている女の子」という共通のコンセプトを持っている[5]。

## 反響・セールス
- 同時期に、女性アーティストでは史上最年少記録（当時18歳）でのスタジアム公演“SUMMER PRESENTS '96 AMURO NAMIE with SUPER MONKEY'S”を、地元の沖縄（宜野湾市海浜公演野外劇場）と千葉マリンスタジアムで開催した（2ヶ所4公演）。最終日9月1日の千葉での模様を収めたライブビデオ「NAMIE AMURO FIRST ANNIVERSARY」（1996年12月4日発売）は、16万本を売り上げ、1997オリコン年間VIDEOセールスで2位にチャートインしたほか、自身が邦楽部門大賞を受賞した第11回“日本ゴールドディスク大賞”で、ミュージック・ビデオ賞を受賞した。
- これまで与えられた曲を自分なりに表現してきた安室だったが、当楽曲制作にあたって小室哲哉と話し合い、今の自分の偽らざる心境を小室に打ち明けこの曲が完成した。上述のライブではゲスト出演の小室によるキーボードで披露され、「誰も見たことのない顔　誰かに見せるかも知れない」のフレーズの歌唱中に感極まり涙を見せた。
- 累計出荷枚数は65万枚[6]。
- 2008年に加藤ミリヤが「19 Memories」としてサンプリングした。
- PVは今まで商品化されなかったが、2014年6月発売のバラードベストアルバム『Ballada』に付属のDVD&Blu-rayに初収録された。

## 批評
- 羽島亨は「冒頭1小節目の歌いだしが♭III（フラットサード）から始まった楽曲は、私が知っている日本のヒット曲の中ではこれが最初だったと思います。これは小室哲哉は1990年代から、一時代を作ったソングライターであることの象徴となる一つの『発明』として表れています」と評している[7]。
- 古市憲寿は「『絶対』と『May Be（多分）』を一文に同居させてしまう所に不思議さがある」と評している[8]。

## 主な記録
- 『HEY!HEY!HEY! MUSIC CHAMP』96年下半期総合パーフェクトランキング22位。
- 2005年元日に放送されたテレビ朝日『全部歌えるカラオケ祭り日本の名曲ベスト100』の歴代カラオケランキングで28位。

## 収録曲
| #         | タイトル                          | 作詞      | 作曲      | 編曲      | 時間  |
| --------- | --------------------------------- | --------- | --------- | --------- | ----- |
| 1.        | 「SWEET 19 BLUES (STRAIGHT RUN)」 | 小室哲哉  | 小室哲哉  | 小室哲哉  | 5:35  |
| 2.        | 「SWEET 19 BLUES (KC DUB MIX)」   |           |           |           | 5:37  |
| 3.        | 「Joy (STRAIGHT RUN)」            | m.c.A・T  | 富樫明生  | 富樫明生  | 3:58  |
| 4.        | 「Joy (EXTENDED SUMMERTIME MIX)」 |           |           |           | 4:12  |
| 合計時間: | 合計時間:                         | 合計時間: | 合計時間: | 合計時間: | 19:22 |

クレジット
- Produced : 小室哲哉
- Strings Arranged (#1,2) : Randy Waldman
- Rap (#3,4) : m.c.A・T
- Mixed : Keith "KC" Cohen

## 楽曲の収録作品
| 規格              | タイトル                                                                             | 種類                   | 備考 |
| 1. SWEET 19 BLUES | 1. SWEET 19 BLUES                                                                    | 1. SWEET 19 BLUES      | 1. SWEET 19 BLUES |
| ----------------- | ------------------------------------------------------------------------------------ | ---------------------- | --- |
| CD                | SWEET 19 BLUES                                                                       | オリジナルアルバム     | 項目参照 |
| CD                | 181920                                                                               | ベストアルバム         | - ミュージック・ビデオ集「181920 films」をセットにした、 DVD付属盤『181920 & films』も存在。 |
| CD                | namie amuro 5 Major Domes Tour 2012 〜20th Anniversary Best〜                        | ライヴアルバム         | 項目参照 |
| CD                | Ballada                                                                              | ベストアルバム         | ※ ボーカルを、再録（New Vocal）・リアレンジを施して収録。 またアルバムの特典DVD・BDにおいて、初めてMVが商品・映像化となった。この他にも、アルバムの為に再録した音源 (New Vocal) 合わせ、2種類のPVを収録。 |
| CD                | namie amuro LIVE STYLE 2014                                                          | ライヴアルバム         | ※ レンタル限定盤 のみで販売。 『namie amuro LIVE STYLE 2014 -Live Ballada-』に関しても同様に収録。 |
| CD                | Finally                                                                              | ベストアルバム         | 楽曲を再録・ニューレコーディングで収録。 |
| 配信限定          | namie amuro 25th ANNIVERSARY LIVE in OKINAWA at 宜野湾海浜公園野外特設会場 2017.9.16 | 配信限定ライヴアルバム | 項目参照 |
| 配信限定          | namie amuro Final Tour 2018 〜Finally〜 at Tokyo Dome 2018.6.3                       | 配信限定ライヴアルバム | 項目参照 |
| 映像作品          | AMURO NAMIE FIRST ANNIVERSARY 1996 LIVE AT MARINE STADIUM                            | ライヴ映像             | 項目参照 |
| 映像作品          | Namie Amuro Concentration 20 Live in Tokyo Dome                                      | ライヴ映像             | 項目参照 |
| 映像作品          | NAMIE AMURO TOUR “GENIUS 2000”                                                       | ライヴ映像             | 項目参照 |
| 映像作品          | namie amuro SO CRAZY tour featuring BEST singles 2003-2004                           | ライヴ映像             | 項目参照 |
| 映像作品          | namie amuro 5 Major Domes Tour 2012 〜20th Anniversary Best〜                        | ライヴ映像             | 項目参照 |
| 映像作品          | namie amuro LIVE STYLE 2014                                                          | ライヴ映像             | 項目参照 |
| 映像作品          | namie amuro 25th ANNIVERSARY LIVE in OKINAWA                                         | ライヴ映像             | - 『namie amuro Final Tour 2018 〜Finally〜』内に付属 |
| 映像作品          | namie amuro Final Tour 2018 〜Finally〜                                              | ライヴ映像             | ※ 豪華盤のみ、5公演 (愛知・大阪・札幌・福岡・5月東京) の映像が存在する。 |
| 1. Joy            |                                                                                      |                        | |
| CD                | SWEET 19 BLUES                                                                       | オリジナルアルバム     | 「Interlude 〜Joy」（ショートバージョン）として収録。 |

## カバー
SWEET 19 BLUES
- 星野みちる - カバーアルバム『マイ・フェイバリット・ソングス』（2016年9月7日）に収録[10]
- t-Ace - 「Sweet 19 Blues〜オレには遠い～」として2019年10月16日に配信。SWEET 19 BLUESをサンプリングしたもので、サビの部分はベスト・アルバム『Finally』で安室が再録音したものを使用している[11]。